# Chirocephalus bairdi
Chirocephalus bairdi är en kräftdjursart som först beskrevs av Brauer 1877.  Chirocephalus bairdi ingår i släktet Chirocephalus och familjen Chirocephalidae. Inga underarter finns listade i Catalogue of Life.